# Recording Industry Association of America
La Recording Industry Association of America o RIAA (lett. "Associazione Industriale Discografica d'America") è stata fondata nel 1952.

## Storia
La riproduzione di dischi a 78 giri presenta limiti nella riproduzione delle frequenze. La RIAA creò uno standard negli anni '50 per la registrazione e la stampa dei dischi in vinile, e il miglioramento del rapporto segnale/rumore.

### Curva RIAA
La equalizzazione RIAA, anche Curva RIAA, rappresenta lo standard per la registrazione e riproduzione dei dischi in vinile, stabilita dalla Recording Industry Association of America.
Questo tipo di equalizzazione si rende necessaria data l'impossibilità fisica di incidere il solco del disco in vinile direttamente col suono del brano musicale registrato: le onde a bassa frequenza, rispetto alle alte, inciderebbero solchi di ampiezza tale da occupare in breve l'intero disco. Si è ovviato al problema comprimendo nella fase di incisione le frequenze basse, esaltando al contempo le frequenze alte. In fase di riproduzione viene applicata l'equalizzazione contraria: il risultato finale sarà un suono analogo a quello di partenza. Il circuito preposto a questo tipo di equalizzazione è un semplice filtro elettrico costituito da resistori e condensatori con valori tali da soddisfare le specifiche di questo standard.
La curva RIAA non è l'unico standard specifico, esistono anche di altri enti normativi come il Comité Consultatif International des Radiocommunications, la National Association of Broadcasters e il Deutsches Institut für Normung.

## Classifiche e onorificenze
La RIAA pubblica dal 14 marzo 1958 le classifiche con relative vendite di album e singoli premiati con dischi di oro, platino, diamante:

### Album
| Onorificenza | fino al 31 dicembre 1975 | fino al 31 dicembre 1983 | fino al 31 dicembre 1998 | dal 1º gennaio 1999 |
| ------------ | ------------------------ | ------------------------ | ------------------------ | ------------------- |
| Gold         | 500 000                  | 500 000                  | 500 000                  | 500 000             |
| Platinum     | —                        | 1 000 000                | 1 000 000                | 1 000 000           |
| 2 × Platinum | —                        | —                        | 2 000 000                | 2 000 000           |
| …            |                          |                          |                          |                     |
| Diamond      | —                        | —                        | —                        | 10 000 000          |

Nota:Album con più CD (Doppi/Boxset) hanno lo stesso conteggio del singolo disco.
| Onorificenza | fino al 31 agosto 1996 | dal 1º settembre 1996 |
| ------------ | ---------------------- | --------------------- |
| Gold         | 250 000                | 500 000               |
| Platinum     | 500 000                | 1 000 000             |
| 2 × Platinum | 1 000 000              | 2 000 000             |
| …            |                        |                       |
| Diamond      | —                      | 10 000 000            |

### Singolo/Suonerie
| Onorificenza | fino al 31 dicembre 1988 | dal 1º gennaio 1989 |
| ------------ | ------------------------ | ------------------- |
| Gold         | 1 000                    | 500 000             |
| Platinum     | 2 000                    | 1 000               |
| 2 × Platinum | 4 000                    | 2 000               |
| …            |                          |                     |
| Diamond      | —                        | 10 000              |

### Videoalbum
| Onorificenze | Unità vendute |
| ------------ | ------------- |
| Gold         | 50 000        |
| Platinum     | 100 000       |
| 2 × Platinum | 200 000       |
| …            |               |

| Onorificenze | Unità vendute |
| ------------ | ------------- |
| Gold         | 25 000        |
| Platinum     | 50 000        |
| 2 × Platinum | 100 000       |
| …            |               |

### Lingua spagnola
| Onorificenze | dal 1º gennaio 2001 |
| ------------ | ------------------- |
| Gold         | 30 000              |
| Platinum     | 60 000              |
| 2 × Platinum | 120 000             |
| …            |                     |
| Diamond      | 600 000             |

## Onorificenze

### Artisti premiati per album
Album con dischi d'oro, platino e diamante:
| #                              | Artista            | Dischi d'oro | Dischi di platino | Dischi di diamante | Totale |
| ------------------------------ | ------------------ | ------------ | ----------------- | ------------------ | ------ |
| 1                              | Elvis Presley      | 101          | 57                | 1                  | 184    |
| 2                              | The Beatles        | 48           | 42                | 6                  | 122    |
| 3                              | Barbra Streisand   | 52           | 30                | 0                  | 93     |
| 4                              | George Strait      | 39           | 33                | 0                  | 85     |
| 5                              | The Rolling Stones | 43           | 28                | 1                  | 83     |
| 6                              | Elton John         | 37           | 27                | 1                  | 77     |
| 7                              | Neil Diamond       | 40           | 21                | 0                  | 72     |
| 8                              | Garth Brooks       | 31           | 31                | 9                  | 64     |
| 9                              | Eminem             | 16           | 13                | 2                  | 58     |
| 10                             | Aerosmith          | 25           | 18                | 1                  | 56     |
| 11                             | Led Zeppelin       | 19           | 18                | 5                  | 56     |
| 12                             | Michael Jackson    | 15           | 30                | 2                  | 56     |
| 13                             | Rod Stewart        | 27           | 19                | 0                  | 56     |
| 14                             | AC/DC              | 22           | 20                | 1                  | 55     |
| 15                             | Reba McEntire      | 27           | 19                | 0                  | 55     |
| 16                             | Bob Dylan          | 33           | 15                | 0                  | 53     |
| 17                             | Kenny Rogers       | 28           | 17                | 1                  | 53     |
| 18                             | Alabama            | 22           | 20                | 0                  | 52     |
| 19                             | Bruce Springsteen  | 22           | 17                | 2                  | 51     |
| 20                             | Madonna            | 20           | 17                | 2                  | 51     |
| 21                             | Billy Joel         | 18           | 17                | 2                  | 49     |
| 22                             | Chicago            | 23           | 18                | 0                  | 49     |
| 23                             | Frank Sinatra      | 34           | 10                | 0                  | 48     |
| 24                             | Pink Floyd         | 19           | 15                | 2                  | 48     |
| 25                             | Kiss               | 30           | 14                | 0                  | 47     |
|                                | Taylor Swift       | 9            | 9                 | 1                  | 46     |
|                                | U2                 | 16           | 16                | 1                  | 44     |
|                                | Barry Manilow      | 24           | 13                | 0                  | 43     |
|                                | Eric Clapton       | 23           | 11                | 1                  | 42     |
|                                | Alan Jackson       | 18           | 15                | 0                  | 41     |
|                                | John Denver        | 21           | 13                | 1                  | 41     |
|                                | Luther Vandross    | 19           | 15                | 0                  | 41     |
|                                | Rush               | 24           | 14                | 0                  | 41     |
|                                | James Taylor       | 20           | 14                | 1                  | 40     |
|                                | Lynyrd Skynyrd     | 20           | 13                | 0                  | 40     |
|                                | The Doors          | 20           | 14                | 1                  | 40     |
| Aggiornato al 12 dicembre 2020 |                    |              |                   |                    |        |

### Artisti premiati per singoli
Singoli con dischi d'oro, platino e diamante:
| #                              | Artista       | Oro | Platino | Diamante | Totale |
| ------------------------------ | ------------- | --- | ------- | -------- | ------ |
| 1                              | Taylor Swift  | 67  | 45      | 1        | 140    |
| 2                              | Rihanna       | 44  | 38      | 0        | 114    |
| 3                              | Elvis Presley | 54  | 27      | 0        | 89     |
| 4                              | Justin Bieber | 44  | 26      | 1        | 81     |
| 5                              | Chris Brown   | 38  | 28      | 0        | 76     |
| 6                              | Kanye West    | 31  | 24      | 0        | 68     |
| 7                              | Lil Wayne     | 25  | 21      | 0        | 56     |
| 8                              | Mariah Carey  | 27  | 16      | 0        | 52     |
| 9                              | Drake         | 22  | 16      | 1        | 49     |
| 10                             | Katy Perry    | 17  | 17      | 3        | 47     |
| 10                             | Madonna       | 27  | 6       | 0        | 47     |
| 10                             | Bruno Mars    | 18  | 16      | 2        | 47     |
| Aggiornato al 12 dicembre 2020 |               |     |         |          |        |

### Artisti con più copie vendute
| #                            | Artista         | Copie vendute (mln) |
| ---------------------------- | --------------- | ------------------- |
| 1                            | The Beatles     | 178                 |
| 2                            | Garth Brooks    | 138                 |
| 3                            | Elvis Presley   | 136                 |
| 4                            | Led Zeppelin    | 111,5               |
| 5                            | The Eagles      | 101                 |
| 6                            | Billy Joel      | 81,5                |
| 7                            | Michael Jackson | 79                  |
| 8                            | Elton John      | 77                  |
| 9                            | Pink Floyd      | 75                  |
| 10                           | AC/DC           | 72                  |
| Aggiornato al 9 ottobre 2016 |                 |                     |

### Album più venduti
Negli USA (al 9 ottobre 2016):
In milioni di album
| #                            | Artista         | Album                         | Copie vendute (mln) |
| ---------------------------- | --------------- | ----------------------------- | ------------------- |
| 1                            | The Eagles      | Greatest Hits                 | 38                  |
| 2                            | Michael Jackson | Thriller                      | 33                  |
| 3                            | Billy Joel      | Greatest Hits Volume I & II   | 23                  |
| 3                            | Led Zeppelin    | Led Zeppelin IV               | 23                  |
| 3                            | Pink Floyd      | The Wall                      | 23                  |
| 6                            | AC/DC           | Back in Black                 | 22                  |
| 7                            | Garth Brooks    | Double Live                   | 21                  |
| 8                            | Fleetwood Mac   | Rumours                       | 20                  |
| 8                            | Shania Twain    | Come on Over                  | 20                  |
| 10                           | The Beatles     | The Beatles (The White Album) | 19                  |
| Aggiornato al 9 ottobre 2016 |                 |                               |                     |

## Critiche e aspetti controversi
La RIAA è stata al centro delle controversie sullo sviluppo del peer-to-peer, l'MP3 e la condivisione di file. I suoi tentativi di difendere gli interessi delle major sono stati visti da alcuni come un comportamento lesivo sia nei confronti dei consumatori che degli artisti.
Gli avversari della RIAA affermano che questo gruppo forma un cartello che gonfia artificiosamente e fissa i prezzi dei CD. Questa affermazione sarebbe dimostrata dal fatto che le Big Five (BMG, EMI, Sony Music, Universal Music e Warner) distribuiscono almeno il 95% di tutti i CD a livello mondiale.
Dal 1988 al 2003, presidente e chief executive officer della RIAA è stata Hilary Rosen che ha aspramente criticato l'uso del peer-to-peer. Sotto la sua direzione, la RIAA ha intrapreso un'aggressiva campagna legale per fermarne la diffusione.
La digitalizzazione della musica e la disponibilità di mezzi di comunicazione digitale piuttosto economici, unite alle tecnologie di file-swapping, ha messo in crisi le major discografiche. Molti credono che queste tecnologie siano in grado di eliminare completamente la distribuzione fisica dei CD musicali, minacciando di fatto l'esistenza di molte aziende che dominano il marketing e la distribuzione nel settore.
La RIAA cerca di proteggere i suoi interessi sensibilizzando i politici e formando delle lobby al fine di modificare le leggi sul copyright. Come risultato i membri della RIAA negli U.S.A. hanno ora a disposizione una legislazione speciale che protegge e rinforza il loro modello industriale. Queste leggi le aiutano a citare in giudizio molti provider e utenti che utilizzano il peer-to-peer.
La RIAA è diventata il bersaglio di molti cracker a causa della sua impopolarità. I loro siti sono ripetutamente violati e cancellati. Molte persone ritengono che la RIAA abbia fatto pochissimo per guadagnarsi le simpatie dei consumatori e alcuni credono che il loro obiettivo fondamentale sia mantenere lo status quo per evitare la diminuzione dei costi di registrazione e di distribuzione.
Per questi osservatori, le major appaiono come una lobby che spende una incredibile quantità di denaro per influenzare i legislatori al fine di promulgare leggi che erodono i diritti di utilizzo di file condivisi al fine di proteggere il copyright (l'accordo sul copyright è un accordo che permette agli artisti di evitare la copia preventiva dei loro lavori, un diritto che alcuni pensano sia contrario alle leggi naturali).
Diverse aziende e oppositori della RIAA hanno dichiarato che il gruppo sta artificiosamente espandendo i suoi membri, elencando compagnie che non ne fanno parte e che non lo desiderano. Il sito Boycott-RIAA.com fondato da Bill Evans, ha fatto notare che sul sito web della RIAA c'è una lista dei suoi membri che inizia con la Matador Records e con Lookout Records. Tuttavia, nessuna delle due compagnie è membro della RIAA. Mentre per molti Evans è una fonte inaffidabile, molte aziende confermano la sua storia.
La Matador Records di Patric Armory afferma di non essere membro della RIAA e che non desidera esserlo e che non è la prima volta che vengono inseriti in questa lista sul sito della RIAA. Per rimediare alla situazione ha inviato almeno tre e-mail di sollecito per farsi cancellare da questa lista, ma nessuno gli ha risposto. Armory ha contattato Amy Weiss della RIAA e W. J. Clinton, il segretario delegato alla stampa, ma nuovamente nessuno gli ha risposto. Tuttavia il nome della loro azienda due giorni dopo è stato rimosso. Contemporaneamente, Bill Evans ha affermato che il nome della Lookout Record, da loro contattata, era stato aggiunto alla lista.

## La campagna contro la pornografia infantile nelpeer-to-peer
Il 6 settembre 2003 la RIAA ha iniziato una campagna contro i programmi peer to peer, dichiarando che essi facilitano la diffusione della pedopornografia. Il presidente della RIAA Cary Sherman ha affermato presso il Senato degli U.S.A. che le reti peer to peer vengono utilizzate per adescare i bambini. Ha inoltre aggiunto che una percentuale significativa di file disponibili tra i 13 milioni di utenti che usano il peer to peer al mese sono pornografia e pornografia infantile.
Molte comunità su Internet hanno interpretato questa azione come un tentativo di screditare le reti P2P, ricordando che in passato i membri della RIAA hanno "sfruttato" l'ingenuità dei bambini vendendo della musica incompatibile con la loro età. Contro la RIAA è stato poi utilizzato un altro argomento in difesa del peer to peer: sia il sistema postale, che le aziende che fabbricano macchine fotografiche, videocamere, caramelle e strade, tutti contribuiscono a diffondere la pornografia infantile, per cui è sbagliato discriminare solo tra i network P2P.

### Il processo
- Il 17 luglio 2003, il CEO della RIAA Cary Sherman ha reso pubblico un generico piano per citare in giudizio chiunque violasse le regole sul copyright. A sua volta la SBC Communication ha mosso un'azione legale al fine di fermare questa citazione.
- L'8 settembre 2003, diversi membri della RIAA citarono in giudizio 261 persone per violazione del copyright. La RIAA era disposta ad un'amnistia a patto che questi avessero firmato una dichiarazione di non utilizzare mai più programmi di file sharing, e che avrebbero dovuto cancellare qualsiasi file musicale scaricato illegalmente sui loro hard disk (molti notavano, che pur firmando, questi non erano fuori da una possibile citazione in giudizio, in quanto la legislazione sul copyright non riguardava soltanto le legislazioni promosse dalla RIAA).
  - dichiarazione alla stampa della RIAA
- 9 settembre, 2003 – È emerso che tra le persone citate a giudizio vi era Brianna LeHara, una ragazza di 12 anni che viveva con sua madre nella città di Housing Authority. Il giorno successivo la RIAA concordò con la famiglia un risarcimento di 2 000 dollari. Si speculò che soluzioni così rapide servissero per evitare alla RIAA pubblicità negativa.
- 10 settembre, 2003 – Un gruppo di aziende P2P P2P United offrì di restituire alla famiglia di LeHara i 2000 $ pagati alla RIAA.
- 21 ottobre, 2003 – Una coalizione di più 100 website (Fermate i processi della RIAA) cercano di boicottare la RIAA e le sue azioni legali.
- 19 dicembre, 2003 – La corte d'appello federale dichiara che l'industria discografica non può obbligare i provider a identificare i propri utenti che si scambiano musica on line, dando così un duro colpo alla campagna anti-pirateria delle major.

Come risultato di questa decisione, la RIAA quando vuole citare in giudizio qualcuno lo nomina come "John Doe", identificando solo l'indirizzo IP.

## Dirigenti della RIAA
- Cary Sherman - amministratore delegato
- Mitch Bainwol - presidente
- Hilary Rosen - presidente precedente
- Matt Oppenheim - vice presidente
- Amy Weiss - portavoce
- Jonathan Lamy - portavoce
- Amanda Collins - portavoce
- Consiglio di amministrazione della RIAA, su riaa.com.

## MAFIAA
MAFIAA (acronimo di Music And Film Industry Association of America) è un termine dispregiativo usato per indicare le aziende riunite nella RIAA e nella MPAA, paragonandole alla mafia.
Tale termine è divenuto popolare grazie al sito-burla mafiaa.org, in cui venne dichiarato che: il 1º aprile 2006, RIAA ed MPAA avevano annunciato la storica decisione di fondersi nella nuova organizzazione, allo scopo di fare fronte comune nella lotta contro la pirateria. Si trattava naturalmente di un pesce d'aprile.
Probabilmente, il termine MAFIAA era stato lanciato durante una puntata del popolare show Real Time With Bill Maher, trasmesso dalla HBO.